# Caraguatay (Paraguai)
Caraguatay é um distrito do departamento de Cordillera, no Paraguai. Também foi o antigo nome deste departamento.

## Transporte
O município de Caraguatay é servido pelas seguintes rodovias:
- Caminho em pavimento ligando a cidade ao município de Eusebio Ayala
- Caminho em pavimento ligando a cidade ao município de Santa Elena
- Caminho em pavimento ligando a cidade ao município de Primero de Marzo[1][2][3]